# Trachyderastes monteithi
Trachyderastes monteithi is een keversoort uit de familie Ulodidae. De wetenschappelijke naam van de soort is voor het eerst geldig gepubliceerd in 1986 door Kaszab.